# Reprezentacja Węgier w piłce siatkowej kobiet
Reprezentacja Węgier w piłce siatkowej kobiet to narodowa drużyna tego kraju, reprezentująca go na arenie międzynarodowej. Podlega Węgierskiej Federacji Siatkarskiej (Magyar Röplabda Szövetsége).

## Trenerzy
| Lata      | Imię i nazwisko      |
| --------- | -------------------- |
| 2012–2014 | László Hollósy       |
| 2014–2016 | Jan De Brandt        |
| 2017      | Alberto Salomoni     |
| 2018–2019 | Jan De Brandt        |
| 2020–2021 | Jakub Głuszak        |
| 2022      | Andreas Vollmer      |
| 2023–     | Alessandro Chiappini |

## Sukcesy
Mistrzostwa Europy:
- 1975
- 1977, 1981, 1983

Liga Europejska:
- 2015
- 2018, 2025[9]

## Udział i miejsca w imprezach

### Igrzyska Olimpijskie
| Rok  | Kraj           | Miejsce      |
| ---- | -------------- | ------------ |
| 1964 | Tokio          | brak udziału |
| 1968 | Meksyk         | brak udziału |
| 1972 | Monachium      | 5. miejsce   |
| 1976 | Montreal       | 4. miejsce   |
| 1980 | Moskwa         | 4. miejsce   |
| 1984 | Los Angeles    | brak udziału |
| 1988 | Seul           | brak udziału |
| 1992 | Barcelona      | brak udziału |
| 1996 | Atlanta        | brak udziału |
| 2000 | Sydney         | brak udziału |
| 2004 | Ateny          | brak udziału |
| 2008 | Pekin          | brak udziału |
| 2012 | Londyn         | brak udziału |
| 2016 | Rio de Janeiro | brak udziału |
| 2020 | Tokio          | brak udziału |

### Mistrzostwa Świata
| Rok  | Kraj             | Miejsce      |
| ---- | ---------------- | ------------ |
| 1952 | ZSRR             | 4. miejsce   |
| 1956 | Francja          | brak udziału |
| 1960 | Brazylia         | brak udziału |
| 1962 | ZSRR             | 11. miejsce  |
| 1967 | Japonia          | brak udziału |
| 1970 | Bułgaria         | 4. miejsce   |
| 1974 | Meksyk           | 6. miejsce   |
| 1978 | ZSRR             | 13. miejsce  |
| 1982 | Peru             | 10. miejsce  |
| 1986 | Czechosłowacja   | brak udziału |
| 1990 | Chiny            | brak udziału |
| 1994 | Brazylia         | brak udziału |
| 1998 | Japonia          | brak udziału |
| 2002 | Niemcy           | brak udziału |
| 2006 | Japonia          | brak udziału |
| 2010 | Japonia          | brak udziału |
| 2014 | Włochy           | brak udziału |
| 2018 | Japonia          | brak udziału |
| 2022 | Polska/ Holandia | brak udziału |

### Mistrzostwa Europy
| Rok  | Kraj                                 | Miejsce      |
| ---- | ------------------------------------ | ------------ |
| 1949 | Czechosłowacja                       | 6. miejsce   |
| 1950 | Bułgaria                             | 6. miejsce   |
| 1951 | Francja                              | brak udziału |
| 1955 | Rumunia                              | 6. miejsce   |
| 1958 | Czechosłowacja                       | 6. miejsce   |
| 1963 | Rumunia                              | 7. miejsce   |
| 1967 | Turcja                               | 5. miejsce   |
| 1971 | Włochy                               | 5. miejsce   |
| 1975 | Jugosławia                           | 2. miejsce   |
| 1977 | Finlandia                            | 3. miejsce   |
| 1979 | Francja                              | 4. miejsce   |
| 1981 | Bułgaria                             | 3. miejsce   |
| 1983 | NRD                                  | 3. miejsce   |
| 1985 | Holandia                             | 9. miejsce   |
| 1987 | Belgia                               | 10. miejsce  |
| 1989 | Niemcy                               | brak udziału |
| 1991 | Włochy                               | brak udziału |
| 1993 | Czechy                               | brak udziału |
| 1995 | Holandia                             | brak udziału |
| 1997 | Czechy                               | brak udziału |
| 1999 | Włochy                               | brak udziału |
| 2001 | Bułgaria                             | brak udziału |
| 2003 | Turcja                               | brak udziału |
| 2005 | Chorwacja                            | brak udziału |
| 2007 | Belgia/ Luksemburg                   | brak udziału |
| 2009 | Polska                               | brak udziału |
| 2011 | Serbia/ Włochy                       | brak udziału |
| 2013 | Niemcy/ Szwajcaria                   | brak udziału |
| 2015 | Holandia/ Belgia                     | 12. miejsce  |
| 2017 | Gruzja/ Azerbejdżan                  | 15. miejsce  |
| 2019 | Polska/ Słowacja/ Turcja/ Węgry      | 20. miejsce  |
| 2021 | Serbia/ Bułgaria/ Chorwacja/ Rumunia | 16. miejsce  |
| 2023 | Włochy/ Niemcy/ Belgia/ Estonia      |              |

### Puchar Świata
| Rok  | Kraj    | Miejsce      |
| ---- | ------- | ------------ |
| 1973 | Urugwaj | brak udziału |
| 1977 | Japonia | 6. miejsce   |
| 1981 | Japonia | brak udziału |
| 1985 | Japonia | brak udziału |
| 1989 | Japonia | brak udziału |
| 1991 | Japonia | brak udziału |
| 1995 | Japonia | brak udziału |
| 1999 | Japonia | brak udziału |
| 2003 | Japonia | brak udziału |
| 2007 | Japonia | brak udziału |
| 2011 | Japonia | brak udziału |
| 2015 | Japonia | brak udziału |
| 2019 | Japonia | brak udziału |

### Liga Europejska
| Rok  | Miasto                   | Miejsce      |
| ---- | ------------------------ | ------------ |
| 2009 | Kayseri                  | brak udziału |
| 2010 | Ankara                   | brak udziału |
| 2011 | Stambuł                  | 9. miejsce   |
| 2012 | Karlowe Wary             | 12. miejsce  |
| 2013 | Warna                    | 7. miejsce   |
| 2014 | brak turnieju Final Four | brak udziału |
| 2015 | brak turnieju Final Four | 1. miejsce   |
| 2016 | brak turnieju Final Four | 12. miejsce  |
| 2017 | brak turnieju Final Four | brak udziału |
| 2018 | Budapeszt                | 2. miejsce   |
| 2019 | Varaždin                 | 6. miejsce   |
| 2021 | Ruse                     | 9. miejsce   |
| 2022 | Orlean                   | 7. miejsce   |
| 2023 | brak turnieju Final Four | 8. miejsce   |